# Hexafluoroplatičnany

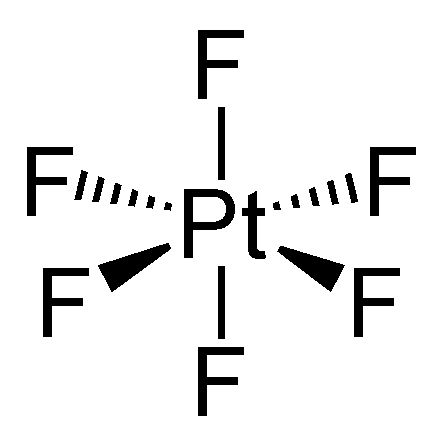
Fluorid platinový, stavební kámen hexafluoroplatičnanů.

Hexafluoroplatičnany jsou soli obsahující hexafluoroplatičnanový anion PtF −
6 . Jejich syntéza vychází zpravidla z fluoridu platinového .

## Příklady hexafluoroplatičnanů
- Hexafluoroplatičnan dioxygenylu (O2PtF6), obsahující vzácný dioxygenylový oxokation.
- Hexafluoroplatičnan xenonný („XePtF6“), první syntetizovaná sloučenina vzácného plynu. Iont Xe+ v XePtF6 je nestabilní, protože je radikál; v důsledku toho je XePtF6 sám o sobě nestabilní a rychle disproporcionuje na XeFPtF5, XeFPt2F11 a Xe2F3PtF6.[1]